# (21001) Trogrlic
(21001) Trogrlic (1987 GF) – planetoida z grupy przecinających orbitę Marsa okrążająca Słońce w ciągu 3,55 lat w średniej odległości 2,33 j.a. Została odkryta 1 kwietnia 1987 roku.